# The Masher (film, 1910)
Pour les articles homonymes, voir The Masher.
The Masher est un film muet américain réalisé par Frank Powell et sorti en 1910.

## Fiche technique
- Titre : The Masher
- Réalisation : Frank Powell
- Photographie : Arthur Marvin
- Producteur : D.W. Griffith
- Société de production : Biograph Company
- Pays d'origine :  États-Unis
- Format : Noir et blanc - 1,33:1 — Muet
- Dates de sortie : 
  - États-Unis : 13 octobre 1910

## Distribution
- Anthony O'Sullivan
- Grace Henderson
- Kate Bruce
- Mary Pickford
- Mack Sennett